# Херманци
Херманци (словен. Hermanci) су насељено место у општини Ормож, Подравска регија, Словенија.

## Историја
До територијалне реорганизације у Словенији били су у саставу старе општине Ормож.

## Становништво
У попису становништва из 2011. године, Херманци су имали 133 становника.
| Број становника према пописима | Број становника према пописима | Број становника према пописима |
| ------------------------------ | ------------------------------ | ------------------------------ |
| 1991                           | 2002                           | 2011                           |
| 153                            | 157                            | 133                            |